# 细茎驴蹄草
细茎驴蹄草（学名：Caltha sinogracilis）为毛茛科驴蹄草属下的一个种。

## 扩展阅读
- 維基物種上的相關：细茎驴蹄草